# Gibbera polyspora
Gibbera polyspora är en svampart som tillhör divisionen sporsäcksvampar, och som beskrevs av Birgitta Eriksson. Gibbera polyspora ingår i släktet Gibbera, och familjen Venturiaceae. Arten är reproducerande i Sverige.